# Château de Norviliškės
Le château de Norviliškės (un ancien monastère aussi appelé manoir de Norviliškės)  est un château de style Renaissance situé à Norviliškės en Lituanie. La frontière avec la Biélorussie se trouve à quelques dizaines de mètres du château.
Il est mentionné pour la première fois en 1586. En 1617, le propriétaire donne une part de ses terres aux Franciscains. Vers 1745, ils construisent un monastère et une église attenante. Le monastère est reconstruit à la fin du XVIIIe siècle par Kazimieras Kaminskis.
Après l'Insurrection de novembre 1830, les autorités russes ferment le monastère et le transforment en baraquement militaire puis en internat pour filles. L'église est fermée la même année que le monastère. Une nouvelle église en bois est construite en 1929.
Pendant longtemps, l'ancien manoir est laissé à l'abandon.. Sa reconstruction est entreprise en 2005 par un entrepreneur de Vilnius avec des fonds provenant du PHARE. Le but est d'en faire une attraction touristique. Il offre des possibilités d'accueil de conférences, de chasse et aux activités de pleine nature.

## Source
- (en) Cet article est partiellement ou en totalité issu de l’article de Wikipédia en anglais intitulé « Norviliškės Castle » (voir la liste des auteurs).